# Trận Aachen
Trận Aachen là một trận đánh nằm trong Đệ nhị thế chiến, giữa lực lượng Mỹ ở phe Đồng minh và lực lượng Đức ở phe Trục tại khu vực thành phố Aachen, Đức. Trận đánh kéo dài từ ngày mùng 2 đến ngày 21 tháng 10 năm 1944. Thành phố này nằm trong tuyến phòng thủ Siegfried, tuyến phòng thủ chính của quân Đức ở phía Tây nước này. Lực lượng Đồng Minh hi vọng có thể nhanh chóng chiếm được khu vực này và tiến vào vùng công nghiệp Ruhr Basin. Phần lớn dân thường đã được sơ tán trước khi trận đánh nổ ra, hậu quả của trận đánh là cả hai phe đều hứng chịu những tổn thất lớn, riêng thành phố thì bị tàn phá nặng nề. Đây là một trong những trận đánh ở khu vực đô thị lớn nhất mà lực lượng Mỹ tham chiến trong chiến tranh thế giới thứ hai, Aachen cũng là thành phố đầu tiên trên lãnh thổ Đức bị quân Đồng minh chiếm đóng trong cuộc chiến. Trận đánh kết thúc bằng việc quân Đức cố thủ trong thành phố đầu hàng, nhưng những nỗ lực cố thủ mãnh liệt của họ đã làm gián đoạn đáng kể kế hoạch tiến quân vào lãnh thổ Đức của phe Đồng minh.

## Bối cảnh
Tính đến tháng 9 năm 1944, lực lượng Đồng minh ở phía Tây đã tiến sát đến biên giới phía Tây của Đức, nơi được bảo vệ bởi hệ thống phòng tuyến Siegfried. Vào ngày 17 tháng 9, lực lượng Anh, Mỹ và Ba Lan bắt đầu chiến dịch Market Garden, một kế hoạch tham vọng nhằm vượt qua phòng tuyến Siegfried bằng cách vượt qua nhánh hạ nguồn sông Rhein ở Hà Lan. Sự thất bại của chiến dịch này, cùng vấn đề thiếu hụt nguồn tiếp tế do khoảng cách địa lý, đã đặt dấu chấm hết cho cuộc chạy nước rút đến Berlin của phe Đồng minh. Thương vong của quân Đức ở Pháp là rất lớn – Thống chế Walter Model ước tính rằng 74 Sư đoàn mà ông đang chỉ huy, thực chất chỉ mang sức mạnh tương đương với 25 Sư đoàn  – nhưng những vấn đề trong khâu hậu cần của quân Đồng minh đã cho lực lượng Đức sự nghỉ ngơi tạm thời mà họ cần, và họ đã tận dụng điều đó để bắt đầu củng cố lại sức mạnh của mình. Cũng trong tháng 9, Bộ Chỉ huy Tối cao Quân lực Đức đã tăng cường viện binh cho phòng tuyến Siegfried, nâng tổng số quân lực lên con số khoảng 230,000 lính, trong đó có 100,000 lính mới được tăng cường. Vào thời điểm đầu tháng, quân Đức chỉ có khoảng 100 xe tăng ở chiến trường phía Tây, nhưng đến cuối tháng, con số đã tăng lên là 500. Khi cả người và trang thiết bị cứ thế được tăng cường vào phòng tuyến, họ đã có thể thiết lập một tuyến phòng ngự với chiều sâu trung bình khoảng 3,0 mi (4,8 km).
Bộ chỉ huy tối cao Lực lượng Viễn chinh Đồng minh (SHAEF), dưới sự lãnh đạo của tướng Dwight D. Eisenhower, đã nhắm đến việc tiến công chiếm đóng vùng trung tâm công nghiệp Ruhr của Đức. Tập đoàn quân số 3 dưới sự chỉ huy của tướng George S. Patton được giao nhiệm vụ chiếm vùng Lorraine ở Pháp, trong khi đó tướng Courtney Hodges cùng lực lượng Tập đoàn quân số 1 nhận mệnh lệnh tiến công trực diện đến gần Aachen. Tướng Hodges ban đầu hi vọng rằng lực lượng của ông có thể vượt qua thành phố nói trên bằng chính sức của họ, ông tin rằng Aachen chỉ được bố phòng bởi những lực lượng nhỏ, và được cho là sẽ đầu hàng nhanh chóng một khi bị cô lập.
Thành phố Aachen cổ kính, thơ mộng đúng là có rất ít tiềm lực quân sự ở nó, bởi nó không phải là một trung tâm lớn của quá trình sản xuất phục vụ chiến tranh. Dân số của thành phố lúc ấy là khoảng 165,000 người, và chưa từng phải hứng chịu những cuộc không kích lớn từ lực lượng Đồng minh. Tuy nhiên, nó là một biểu tượng quan trọng với cả thể chế Phát xít ở Đức và nhân dân nước này, không chỉ bởi nó là thành phố đầu tiên bị đe dọa bởi kẻ thù trong cuộc thế chiến này, mà nó còn từng là thủ phủ của Charlemagne, tiền thân của Đế quốc La Mã Thần thánh. Thế nên, thành phố này mang một giá trị tâm linh rất lớn. Nhận thức của những binh lính phòng ngự ở thành phố cũng được thay đổi và củng cố hơn nhờ thái độ khác lạ của những người nhân địa phương với họ, khi mà những người lính này sẽ có lần đầu chiến đấu chống lại kẻ thù trên chính mảnh đất quê hương của họ trong cuộc chiến. Một sĩ quan Đức đã bình luận rằng, "Đột nhiên chúng tôi không còn là những gã Phát xít nữa, chúng tôi được coi là những người lính Đức." 
Aachen và mặt tiền của thành phố này được bảo vệ bởi phòng tuyến Siegfried, bao gồm một vài vành đai với những kết cấu lô cốt, công sự, boong-ke được liên kết với nhau, chúng được bảo vệ thêm một lớp nữa bởi những bãi mìn, những bãi "răng rồng" chống tăng và các rào dây thép gai. Ở một số khu vực, trận địa phòng ngự của quân Đức còn có chiều sâu lên tới 10 mi (16 km). Rút kinh nghiệm từ những trận đánh ở mặt trận phía Đông, quân Đức bố phòng hàng phòng ngự vững chắc nhất ở trung tâm thành phố, lợi dụng lợi thế về địa hình phố xá nhỏ hẹp để hạn chế sự cơ động của các đơn vị thiết giáp của đối phương. Mặc dù binh lính được bố trí phòng ngự có phần không được trang bị đầy đủ về cả trang thiết bị lẫn kinh nghiệm, nhưng những công trình công sự bảo vệ Aachen và vùng Ruhr vẫn là một chướng ngại đáng kể cho bước tiến của các lực lượng Đồng minh, những người cho rằng các bước tiến ở khu vực này sẽ là quyết định, bởi địa hình phía sau Aachen tương đối bằng phẳng, tạo điều kiện thuận lợi cho các đơn vị cơ động của phe Đồng minh.

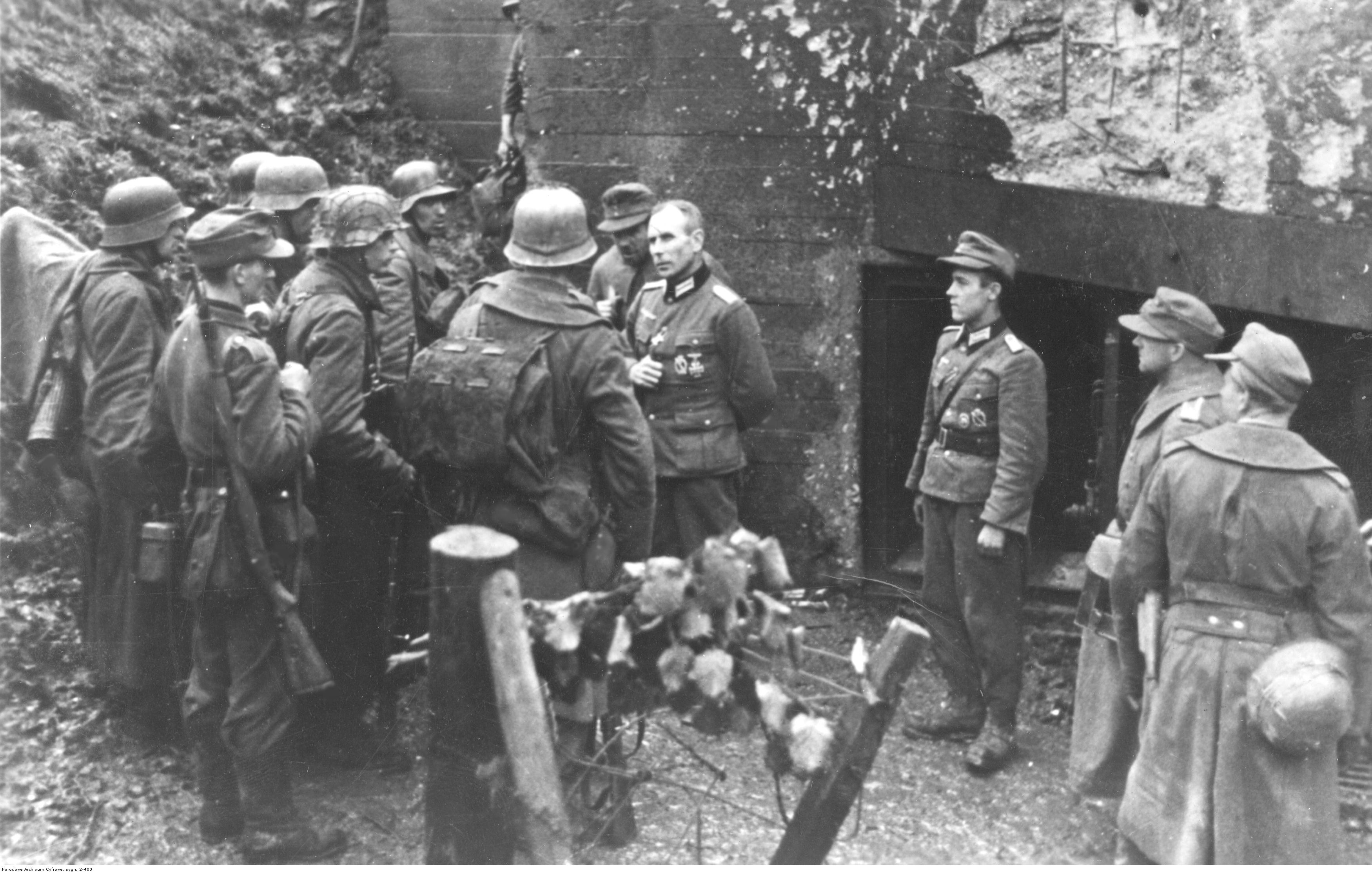
Một đơn vị trinh sát của Đức trong trận Aachen

Các cuộc đụng độ ở xung quanh Aachen bắt đầu ngay đầu tuần thứ hai của tháng 9, trong một giai đoạn được phía Đức biết đến là "Trận Aachen lần thứ nhất". Ở thời điểm này, thành phố đang được phòng thủ bởi Sư đoàn Panzer 116, dưới quyền chỉ huy của tướng Genard von Schwerin. Với việc quân Đồng minh ngày càng tiến sát thành phố, các quan chức của Aachen đã "nháo nhào" rời khỏi nơi này trước cả khi việc di tản dân thường được hoàn tất. (Vì việc này, Hitler đã tước quân hàm đối với các quan chức đã chạy khỏi thành phố và gửi họ sang chiến trường miền Đông). Thay vì tiếp tục di tản, von Schwerin đã chọn giải pháp đầu hàng quân Đồng minh và giao thành phố cho họ, tuy nhiên, ngày 13 tháng 9, ngay trước khi von Schwerin có thể gửi đi lá thư xin hàng mà ông đã viết, ông nhận được lệnh phải phát động phản công nhắm vào lực lượng Mỹ đang tìm cách vào thành phố từ phía Tây Nam. Ông đã vẫn chọn mở cuộc phản công, sử dụng các toán quân Panzergrenadier (bộ binh cơ giới hóa). Nỗ lực xin hàng của von Schwerin đã sớm đi vào quên lãng, khi mà lá thư của ông đã không bao giờ được gửi đến tay quân Đồng minh, thay vào đó, nó lại rơi vào tay của Adolf Hitler, người đã lập tức ra lệnh bắt giữ von Schwerin. Ông bị thay thế bởi Đại tá Gerhard Wilck. Quân đoàn VII của Mỹ tiếp tục đánh các trận thăm dò khả năng phòng ngự của lực lượng Đức, mặc dù đã có những lần họ bị đẩy lui vào ngày 12-13 tháng 9 bởi sự kháng cự của lực lượng đối phương. Trong các ngày từ 14 đến 16 tháng 9, Sư đoàn bộ binh số 1 của Mỹ tiếp tục tiến quân trước hàng phòng ngự kiên cố và những cuộc phản công liên tiếp của quân Đức, điều này đã tạo nên một thế bán nguyệt bao quanh thành phố. Tuy nhiên, tốc độ chậm trễ trong việc tiến sâu bị dừng hẳn lại vào cuối tháng, bởi vấn đề tiếp tế, và sự phân chia nguồn cung xăng dầu, đạn dược cho chiến dịch Market Garden ở Hà Lan.

## Tương quan lực lượng

### Lực lượng phòng thủ của Đức ở Aachen

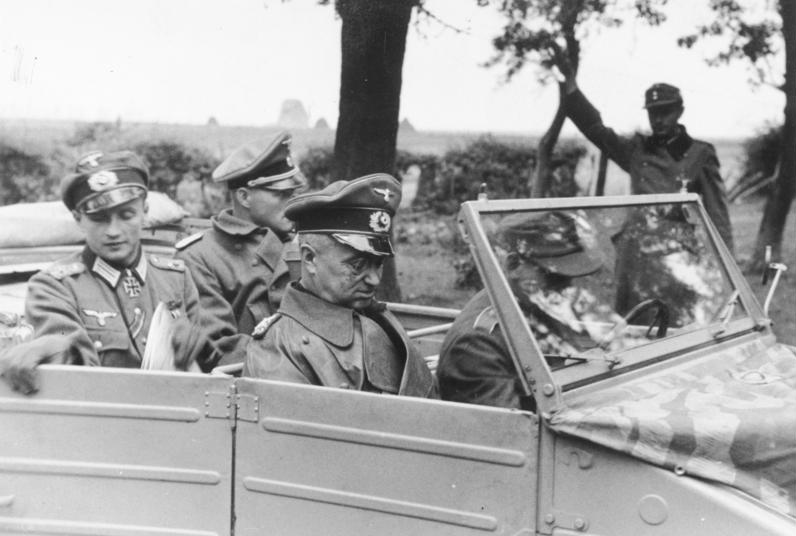
Thống chế Model đến thăm Sư đoàn 246 Volksgrenadier ở Aachen

Wehrmacht lợi dụng sự ngơi nghỉ tạm thời của chiến trường bằng cách rút lần lượt các Sư đoàn Panzer SS số 1, 2 và 12, cùng với đó là Sư đoàn Panzer số 9 và 116 (Wehrmacht) về từ tiền tuyến. Vào tháng 10, trách nhiệm phòng thủ ở Aachen được giao cho tướng Friedrich Köchling và Quân đoàn LXXXI do ông chỉ huy, trong đó bao gồm Sư đoàn Volksgrenadier 183 và 246, cùng với Sư đoàn bộ binh 12 và 49 Wehrmacht. Lực lượng của họ còn có sự tăng viện của Tiểu đoàn xe tăng 506 và Lữ đoàn xe tăng 108, với quân số khoảng 20,000 binh sĩ và 11 xe tăng. Köchling cũng được hứa tăng viện thêm Sư đoàn Panzer 116 và Sư đoàn Panzergrenadier 3, nâng tổng quân lực lên khoảng 24,000 binh sĩ. Sư đoàn Volksgrenadier 246 thay thế Sư đoàn Panzer 116 ở trung tâm Aachen, Sư đoàn Volksgrenadier 183 cùng Sư đoàn bộ binh 49 bảo bảo vệ khu vực phía Bắc, còn Sư đoàn bộ binh 12 được bố trí cắm chốt ở phía Nam. Ngày 7 tháng 10, phần còn lại của Sư đoàn Panzer SS số 1 được điều đến bổ sung vào lực lượng phòng ngự ở Aachen.
Mặc dù viện binh tiếp tục được tăng cường, quân số của Quân đoàn LXXXI vẫn bị hao tổn nghiêm trọng: Sư đoàn bộ binh 12 đã mất đi một nửa sức mạnh chiến đấu trong giai đoạn 16 đến 23 tháng 9, Sư đoàn bộ binh 49 và 275 Wehrmacht thì bị buộc phải rút khỏi tiền tuyến để phục hồi binh lực. Trong khi các Sư đoàn bộ binh của Đức trung binh sẽ có quân số khoảng 15,000 đến 17,000 ở giai đoạn đầu của thế chiến thứ hai, con số ở giai đoạn cuối này đã bị sụt giảm nghiêm trọng khi quân số chính thức của các Sư đoàn chỉ là khoảng 12,500 binh sĩ, đến khoảng tháng 11 năm 1944, quân số trung bình đủ khả năng chiến đấu của các Sư đoàn chỉ là 8,761 người. Trong một nỗ lực để cải thiện sự thiếu hụt về quân số đã và đang hành hạ các Sư đoàn Wehrmacht, những Sư đoàn Volksgrenadier được thành lập vào năm 1944. Trung bình sức mạnh thực tế của họ rơi vào khoảng hơn 10,000 binh sĩ mỗi Sư đoàn. Chỉ 1⁄4 số này là những cựu binh giàu kinh nghiệm chiến đấu, trong khi đến một nửa là lính nghĩa vụ/lính mới và thương/bệnh binh, số còn lại thì được điều chuyển sang từ Luftwaffe và Kriegsmarine. Những Sư đoàn này thường được trang bị những vũ khí cá nhân mới nhất, nhưng lại thiếu hụt về pháo và cối, điều này đã hạn chế khả năng tác chiến của họ. Trong trường hợp của Quân đoàn LXXXI, Sư đoàn Volksgrenadier 183, mặc dù nhiều hơn trung bình 643 binh sĩ, nhưng lại chỉ vừa mới được thành lập vào tháng 9, điều này có nghĩa là họ không có quá nhiều cơ hội để luyện tập cùng nhau dưới danh nghĩa một Sư đoàn thống nhất. Sư đoàn Volksgrenadier 246 cũng ở tình trạng tương tự, rất nhiều binh sĩ thuộc biên chế của Sư đoàn này thậm chí còn chưa được huấn luyện quân sự quá mười ngày. Mặc dù vậy, tất cả những sự thiếu sót về binh lực này đã phần nào được bù đắp bởi hệ thống công sự được lên kế hoạch, xây dựng tỉ mỉ bao quanh Aachen.

### Lực lượng của Mỹ

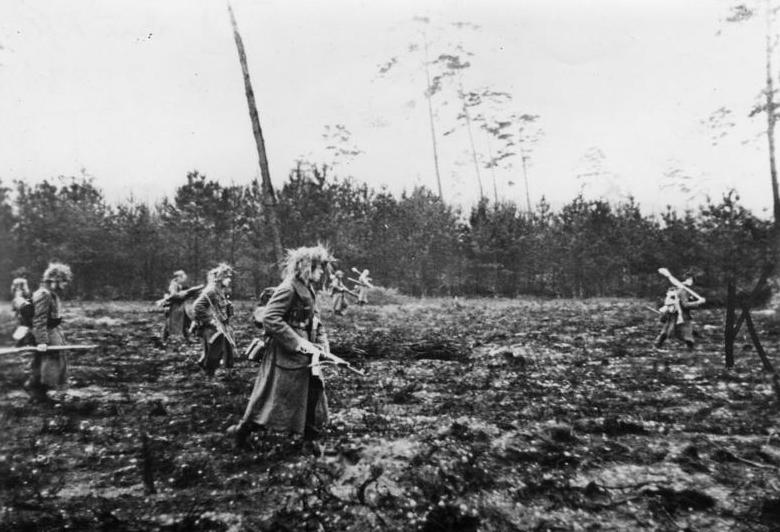
Lính grenadier của Đức đang tuần tra ở gần Aachen.

Nhiệm vụ tiến công và chiếm đóng Aachen được giao cho Sư đoàn bộ binh 30 thuộc Quân đoàn XIX dưới quyền tướng Charles H. Corlett (cùng với Tiểu đoàn xe tăng 743) và Sư đoàn bộ binh số 1 thuộc Quân đoàn VII của tướng Joseph Collins. Sư đoàn bộ binh 30 do tướng Leland Hobbs chỉ huy sẽ được hỗ trợ bởi Sư đoàn thiết giáp số 2, điều này sẽ giúp khai thác thêm được khả năng chọc thủng phòng tuyến Siegfried của Sư đoàn bộ binh 30, trong khi đó Sư đoàn bộ binh 29 sẽ có trách nhiệm bọc sườn cho sư đoàn 30 tiến công. Ở phía Nam, Sư đoàn bộ binh số 1 sẽ được hỗ trợ bởi Sư đoàn bộ binh số 9 và Sư đoàn thiết giáp số 3. Những sư đoàn này đã tận dụng quãng nghỉ khoảng 2 tuần qua của tháng 9 để nghỉ ngơi và lấy lại sức chiến đấu, họ cũng được bổ sung những binh sĩ lành lặn để thế chỗ cho những thương binh. Đến ngày 1 tháng 10, 70% số binh sĩ của Sư đoàn bộ binh số 1 do tướng Clarence Huebner chỉ huy đã được thay thế bởi những lính mới, những binh sĩ này cũng đã tận dụng hai tuần qua để luyện tập và chuẩn bị. Kế hoạch của cuộc tấn công sắp tới đã cảnh báo các sư đoàn nên hạn chế việc giao chiến trong phố ở Aachen, thay vào đó, hai sư đoàn nên liên kết với nhau cùng bao vây thành phố, cử các toán quân nhỏ đi để chiếm đóng từ từ trong khi phần còn lại của quân Mỹ sẽ tiếp tục tiến về phía Đông.
Mặc dù các đơn vị quân Mỹ thường sẽ có thể thay thế, bổ sung quân số của họ một cách nhanh chóng, nhưng những binh sĩ được bổ sung đó hiếm khi có được sự huấn luyện quân sự đầy đủ. Rất nhiều những sĩ quan trẻ thiếu kinh nghiệm về chiến thuật tác chiến và khả năng lãnh đạo. Một số lái xe tăng được đưa ra chiến trường ở châu Âu trong khi thậm chí họ còn chưa lái xe tăng bao giờ, thường chỉ là những lái xe bình thường. Thậm chí, tổ trưởng của một số tổ tăng còn phải dạy những tổ viên của họ cách nạp đạn, khai hỏa súng của họ ngay trên chiến trường, trong khi thực hiện nhiệm vụ. Hệ thống thay thế binh lực của quân đội Mỹ tập trung nhiều vào số lượng hơn là chất lượng, đó là lý do mà phần lớn những binh sĩ mới được đưa ra chiến trường đều chưa được huấn luyện đầy đủ. Không quá lạ lẫm khi chỉ sau một vài ngày đầu giao chiến, con số thương vong của những binh sĩ mới được bổ sung vào các đơn vị đã lên đến quá nửa. Những tổn thất nặng nề trên tiền tuyến này yêu cầu một số lượng lớn hơn nữa các tân binh để bổ sung vào các đơn vị chiến đấu. Để lấy ví dụ, một tiểu đoàn mới được bổ sung vào Sư đoàn bộ binh 28 đã ngay lập tức bị ném vào giữa trận giao tranh ở Aachen để chống đỡ cho Sư đoàn bộ binh số 1 đã bị thiệt hại nặng trong giai đoạn cuối của trận Aachen từ ngày 18-21 tháng 10.
Những đơn vị chiến đấu mặt đất này được hỗ trợ bởi Không lực 9, đơn vị này đã ghim mục tiêu khoảng 75% số công sự dọc theo tiền tuyến và lên kế hoạch các cuộc không kích với sự tham gia của 360 máy bay ném bom và 72 chiếc chiến đấu cơ hỗ trợ. Những chiếc máy bay mới đã được sử dụng trong cuộc không kích lần thứ hai, cuộc không kích có sự xuất hiện của Bom napan. Với việc lực lượng Đức chỉ có rải rác những điểm súng phòng không cùng sự yểm trợ hạn chế của Luftwaffe, thế áp đảo của không quân Đồng minh ở Aachen là gần như tuyệt đối.

## Diễn biến

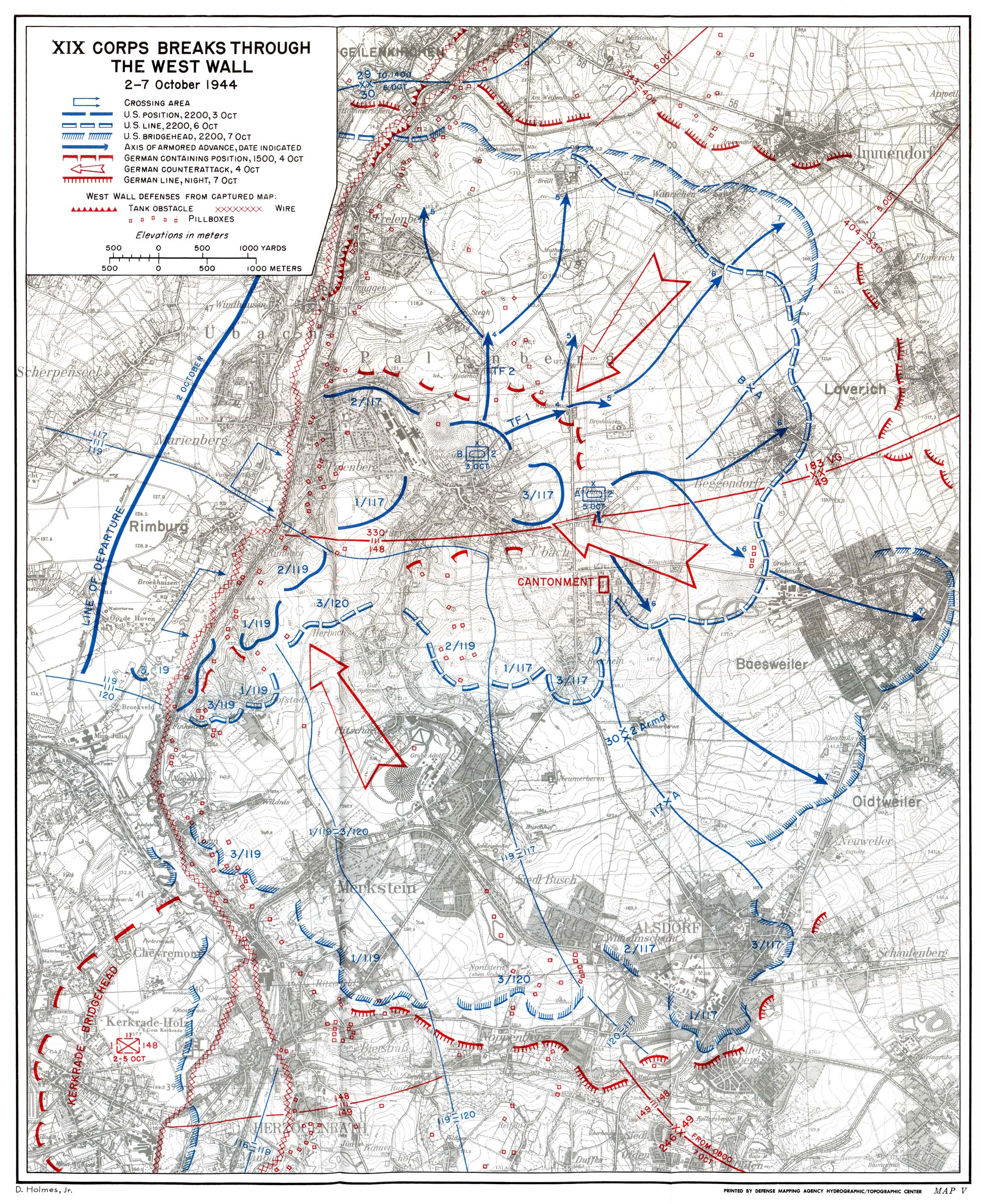
Lược đồ trận Aachen

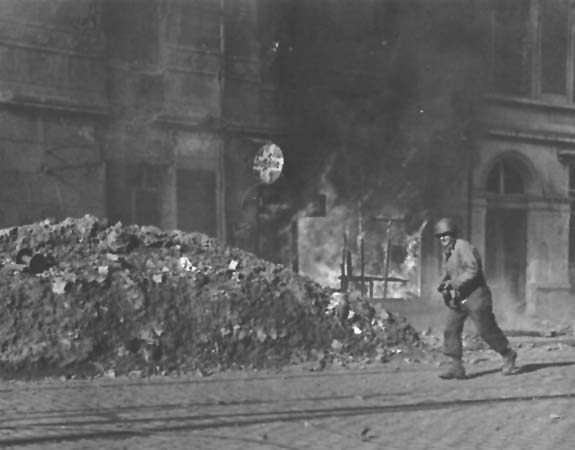
Lính bộ binh Mỹ ở Aachen

Trong sáu ngày trước sự bắt đầu của chiến dịch tấn công, quân Đồng minh đã pháo kích ác liệt nhắm vào các công sự phòng thủ của Đức ở xung quanh thành phố. Mặc dù hỏa lực mạnh của đối phương đã buộc Quân đoàn LXXXI phải ngừng các hoạt động vận chuyển nhân lực và vật lực vào ban ngày, nhưng chúng hầu như không gây quá nhiều thiệt hại đến các công sự và các vị trí trọng điểm của phía Đức. Màn không kích đầu tiên vào ngày 2 tháng 10 cũng không gây nhiều tổn hại đến các vị trí phòng thủ của Đức, thậm chí cả 450 máy bay tham gia vào lượt đầu của trận không kích đều không gây được bất kỉ hư tổn nào cho các công sự của Đức. Lý do cho việc kì lạ trên là bởi các mục tiêu của máy bay ném bom đều đã bị khói từ các loạt đạn pháo của quân Đồng minh che khuất, bất lợi đột nhiên lại trở thành lợi thế cho phía Đức. Sau khi các máy bay ném bom hoàn tất nhiệm vụ, các đơn vị pháo binh lại tiếp tục bắn phá các mục tiêu ở tiền tuyến, họ đã khai hỏa tổng cộng 18,696 quả đạn pháo từ 372 vị trí chỉ trong một vài giờ.

### Tiến công từ phía Bắc: 2-8 tháng 10
Sư đoàn bộ binh 30 bắt đầu cuộc tiến công vào ngày 2 tháng 10, tận dụng những loạt đạn pháo hạng nặng để tấn công vào những lô cốt của Đức, dù rằng trung bình họ mất khoảng 30 phút để chiếm được một vị trí lô cốt. Quân Mỹ nhận ra rằng, nếu họ thất bại trong việc ngay lập tức áp sát lô cốt tiếp theo, người Đức chắc chắn sẽ có đủ thời gian để tổ chức phản công. Lính Mỹ nhận phải sự kháng cự rất lớn, thứ mà họ không lường trước, một Đại đội đã mất đến 87 người chỉ trong một giờ giao chiến, một Đại đội khác thậm chí còn tệ hơn, họ mất đến 97 người trên tổng số 120 sau loạt pháo kích của quân Đức. Lính Mỹ tiến rất chậm, mất một thời gian, họ mới có thể từ từ tiến qua sông Wurm và tiếp cận các lô cốt tiếp theo của đối phương bằng súng phun lửa và bộc phá. Đến chiều ngày 2 tháng 10, một phần của Sư đoàn 30 đã chọc thủng tuyến phòng ngự của Đức và tiếp cận thị trấn Palenberg. Tại đây, lính GI phải đi lùng từng nhà một và có những cuộc đụng độ tay bo bằng lựu đạn được miêu tả là khủng khiếp. (Binh nhì Harold G. Kiner được trao Huân chương Danh dự vì đã xả thân nằm đè lên một quả lựu đạn ở gần Palenberg, hành động của Kiner đã giúp cứu sống hai đồng đội của ông). Giao chiến ở thị trấn Rimburg cũng khắc nghiệt không kém ở Palenberg, các phương tiện thiết giáp của Mỹ không thể vượt qua nổi sông Wurm, vậy nên bộ binh phải tiến công mà không có sự yểm trợ của các đơn vị thiết giáp khi họ cố gắng tấn công một lâu đài cổ từ thời Trung cổ được quân Đức sử dụng để phòng ngự. Sư đoàn 30 tiêu diệt được khoảng 50 lô cốt của Đức trong ngày đầu của cuộc tiến công, hầu như chiến thuật của họ là tấn công từ rìa của lô cốt, tận dụng điểm mù. Nỗ lực của Sư đoàn cũng được hỗ trợ bởi Sư đoàn bộ binh 29 tiến công nghi binh ở mạng sườn, việc này đã khiến lực lượng phòng thủ của Đức tin rằng đó mới là hướng tiến công chính của quân Đồng minh. Trong đêm ngày 2 tháng 10, Tiểu đoàn tiểu liên 902 của Đức được lệnh mở cuộc phản công nhắm vào Sư đoàn 30 của Mỹ, nhưng những cuộc pháo kích của phía Đồng minh đã trì hoãn cuộc phản công, và cuối cùng thì kế hoạch này thất bại.
Mặc dù các đơn vị thiết giáp đã có thể hỗ trợ cuộc tiến công vào ngày thứ hai (3 tháng 10), lực lượng Mỹ đã buộc phải tạm hoãn bước tiến sau một vài cuộc phản công từ phía Đức. Thị trấn Rimburg đã được chiếm trong ngày thứ hai của cuộc tấn công, nhưng việc tiến công qua phòng tuyến của Đức vẫn còn rất chậm vì xe tăng M4 Sherman và Pháo tự hành M12 155 mm (6,1 in) được đưa đến để bắn phá các lô cốt một cách trực tiếp. Những cuộc giao tranh cũng dần gia tăng ở thị trấn Ubach, nơi mà các xe tăng Mỹ tiến công vào chiếm thị trấn, và rơi vào chiếc bẫy pháo kích mà quân Đức đã giăng sẵn. Sau đó là những cuộc phản công khốc liệt, nhưng pháo binh Mỹ đã kịp tấn công và ngăn cản quân Đức tái chiếm thị trấn, mặc dù họ đã rất gần với thành công. Đến cuối ngày, Sư đoàn 30 đã tổn thất khoảng 300 người, cả tử vong lẫn bị thương.

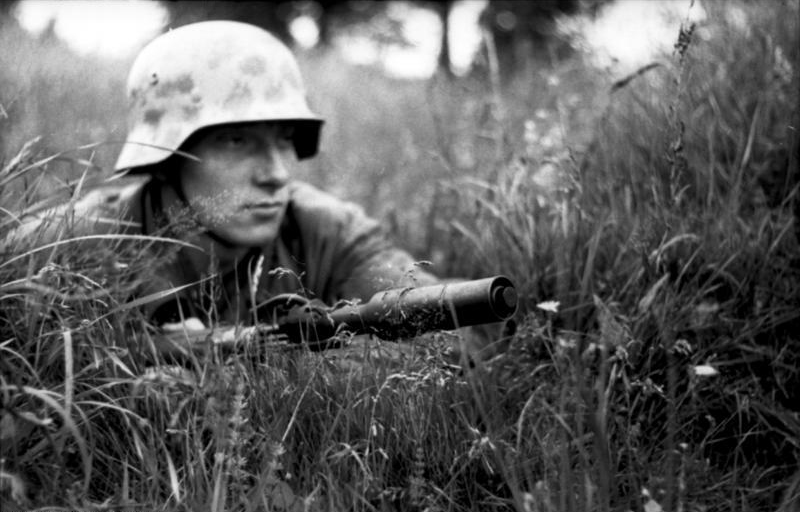
Lính Wehrmacht trên chiến trường phía Tây

Các lực lượng của Đức tiếp tục các cuộc phản công ở Ubach, nhưng đã gặp thương vong lớn vì những loạt pháo kích của Mỹ và giao tranh với bộ binh đối phương. Mặc dù việc không thể tái chiếm Ubach đã thuyết phục các chỉ huy Đức rằng họ không có đủ binh lực để chống đỡ trước cuộc tiến công của đối phương một khi quân Mỹ tiến tới Aachen, nhưng những cuộc phản công đã giúp kìm chân quân Mỹ lại, giam chân họ ở ngoài lâu hơn thay vì tiếp tục tiến công. Ngày 4 tháng 10, cuộc tiến công của quân Mỹ không có được bước tiến quá đáng kể, khi họ chỉ có thể chiếm được hai thị trấn Hoverdor và Beggendorf, trong ba ngày giao chiến đầu tiên, quân Mỹ đã mất đến khoảng 1,800 người. Những tiến triển tích cực hơn đến vào ngày mùng 5, khi mà Trung đoàn 119 của Sư đoàn 30 chiếm được Markstein-Herbach. Một ngày sau đó quân Đức mở cuộc phản công vào Ubach, và thêm một lần nữa thất bại trong việc đẩy lui quân Mỹ. Các xe thiết giáp của Đức gặp khó khăn lớn khi phải đối đầu với sự áp đảo về số lượng của các xe tăng của Mỹ, và trong nỗ lực cuối cùng để chặn cuộc tiến công của quân Mỹ, lực lượng Đức tổ chức các cuộc tấn công tập trung vào những vị trí của quân Mỹ, bằng tất cả những gì họ có thể tập hợp được. Họ gặp cản trở rất lớn bởi việc thiếu quân dự bị, mặc dù tướng Koechling đã có thể triển khai một đơn vị xe tăng Tiger đến thị trấn Alsdorf trong một nỗ lực để đánh chặn cuộc tiến công của quân Mỹ vào phòng tuyến của Đức ở phía Bắc Aachen.
Một cuộc phản công được triển khai vào ngày mùng 8, với lực lượng là sự kết hợp của một Trung đoàn bộ binh, Tiểu đoàn bộ binh số 1, một nhóm thuộc Lữ đoàn Panzer 108 và khoảng 40 xe bọc thép được lượm nhặt từ các đơn vị. Mặc dù gặp cản trở lớn vì pháo binh của Mỹ, nhưng cánh trái của cuộc phản công này đã loại khỏi vòng chiến đấu một Trung đội lính Mỹ, còn cánh phải thì đã tiến được tới một giao lộ ở phía Bắc thị trấn Alsdorf. Một Trung đội tăng Sherman đang hỗ trợ cuộc chiến đấu ở thị trấn Mariadorf thì bất ngờ bị tấn công chọc sườn, nhưng họ đã có thể đẩy lui cuộc đột kích này của quân Đức sau một trận giao tranh khốc liệt. Hai chiếc pháo tự hành Sturmgeschütz IV cùng một đội hình bộ binh Đức đã tiến vào Alsdorf, nơi mà họ bị lực lượng Mỹ đánh trả một cách ác liệt. Mặc dù bằng một cách nào đó, hai khẩu pháo tự hành của Đức lại có thể né được sự truy đuổi của xe tăng Mỹ, họ cuối cùng bị tấn công bởi bộ binh và bị đẩy lui về điểm xuất phát. Với việc thương vong ngày càng gia tăng còn quân Mỹ thì ngày càng lấn tới, bộ chỉ huy tối cao quân Đức đã quyết định điều chuyển Sư đoàn Panzergrenadier số 3 đến Aachen, Theo sau đó là Quân đoàn Panzer số I SS, trong đó bao gồm Sư đoàn Panzer 116 và Tiểu đoàn Panzer hạng nặng 101 - một phần của Sư đoàn Panzer số 1 SS.

### Tiến công từ phía Nam: 8-11 tháng 10

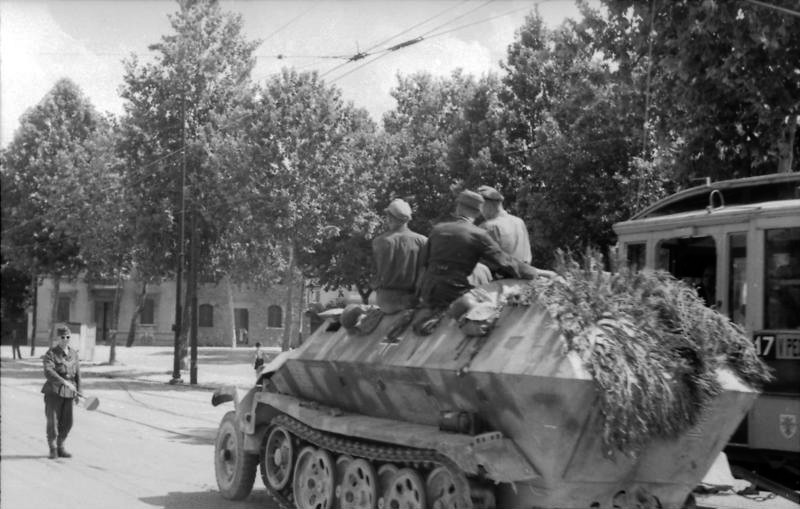
Lính cơ động của Đức, đang lái chiếc half-truck Sd.Kfz. 251.

Ở phía Nam, Sư đoàn bộ binh số 1 bắt đầu cuộc tấn công vào ngày 8 tháng 10, với mục tiêu là chiếm được thị trấn Verlautenheide và Đồi 231 (hoặc "Đồi Crucifix") gần thị trấn Ravelsberg. Cuộc tấn công của họ được dọn đường bởi những loạt pháo kích hạng nặng, đã phần nào giúp các đơn vị bộ binh có thể chiếm đóng các mục tiêu một cách nhanh chóng. Trong trận Đồi Crucifix, Đại úy Bobbie E. Brown, chỉ huy Đại đội C, Trung đoàn bộ binh 18 đã một mình tiêu diệt ba lô cốt của địch với những quả bộc phá, và mặc dù bị thương, ông vẫn tiếp tục dẫn dắt Đại đội của mình tiếp tục chiến đấu, vì hành động quả cảm này, Brown đã được trao Huân chương Danh dự. Đến ngày mùng 10, Sư đoàn 1 đã ở vị trí được định trước để liên kết với Sư đoàn 30. Quân Đức cũng tổ chức phản công ở Đồi 231, đây là một trận đánh khốc liệt trong địa hình hiểm trở, trận đánh khép lại với việc tàn quân Đức tháo chạy, để lại 40 binh sĩ đã thiệt mạng và 35 người bị bắt làm tù binh. Mặc dù liên tiếp các cuộc phản công khiến bước tiến của họ có phần chững lại, Sư doàn 1 vẫn đã chiếm được một khu vực có địa hình cao bao quanh thành phố.
Ngày 10 tháng 10, tướng Huebner gửi đến tối hậu thư cho các lực lượng Đức ở Aachen, đe dọa sẽ san phẳng thành phố nếu như các toán quân không chịu ra đầu hàng. Trước sự đe dọa này, các chỉ huy quân Đức đã dứt khoát từ chối. Đáp lại động thái không hợp tác trên, pháo binh Mỹ bắt đầu đánh phá thành phố vào ngày hôm sau (ngày 11), họ đã khai hỏa ước tính khoảng 5,000 quả đạn pháo, hoặc trên 153 tấn thuốc nổ, thành phố cũng trở thành mục tiêu của những cuộc không kích ác liệt của không quân Mỹ.

### Hội quân: 11-16 tháng 10
Thương vong của quân Mỹ cũng ngày một tăng, một phần do các cuộc phản công của quân Đức và thương vong do càn quét các lô cốt. Quân Đức đã dành cả đêm ngày mùng 10 để biến những mái nhà ở thị trấn Bardenberg trở thành những lô cốt vững chắc, việc này đã buộc quân Mỹ phải rút lui và thay vào đó lập thế bao vây thị trấn. Ngày 12 tháng 10, quân Đức phát động một cuộc phản công lớn nhằm vào Sư đoàn 30 của Mỹ. Tuy nhiên cuộc phản công này đã bị gián đoạn bởi hỏa lực mạnh từ pháo binh và những công sự chống tăng được bố trí vững chắc. Ở ngôi làng Birk, một cuộc đụng độ kéo dài ba đến bốn tiếng đồng hồ giữa một số xe tăng Đức và một chiếc Sherman duy nhất của Mỹ đã nổ ra, chiếc Sherman đã bắn hạ được một chiếc Panzer IV và buộc một chiếc khác phải rút lui, nhưng ngay sau đó nó cũng bị tấn công bởi những chiếc xe tăng khác của Đức. Chiếc xe tăng cô độc này sau đó nhận được sự hỗ trợ từ một đơn vị của Sư đoàn thiết giáp số 2 và buộc quân Đức phải chạy khỏi làng. Sư đoàn 30 ngay sau đó cũng đã nhận ra họ đang dần rơi vào thế phòng ngự trên khắp mặt trận, tuy nhiên, họ vẫn được lệnh phải tiến tiếp về phía Nam để hội ngộ với Sư đoàn 1. Để hoàn thành điều này, hai Tiểu đoàn từ Sư đoàn 29 được điều chuyển sang biên chế Sư đoàn 30, lúc này đang bị gây áp lực khá lớn.

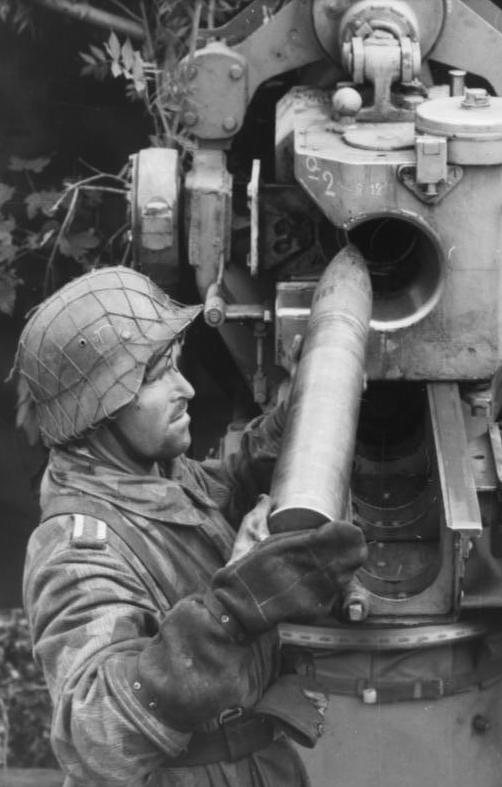
Pháo thủ Đức đang nạp đạn vào một khẩu 8.8 cm Flak 36 hoặc 37

Trong cùng ngày (12 tháng 10), ở phía Nam, hai Trung đoàn bộ binh Đức đã cố gắng tái chiếm Đồi 231 từ các đội lính GI thuộc Sư đoàn 1. Trong giao tranh ác liệt, người Đức đã có lúc giữ quyền kiểm soát ngọn đồi này một cách tạm thời, nhưng đã bị đẩy lùi vào cuối ngày, với hậu quả là cả hai Trung đoàn gần như bị tiêu diệt hoàn toàn. Từ ngày 11 cho đến ngày 13, không quân Đồng minh liên tục không kích Aachen, họ chọn những mục tiêu ở gần nhất với hành lang của quân Mỹ. Vào ngày 14, Trung đoàn bộ binh 26 được lệnh truy quét một khu công nghiệp ở ngoại ô Aachen để chuẩn bị cho cuộc tiến công vào thành phố. Đến ngày 15, trong một nỗ lực để tìm cách nới lỏng gọng kìm của quân Mỹ, quân Đức một lần nữa tổ chức phản công nhắm vào Sư đoàn 1, mặc dù một số xe tăng hạng nặng của Đức đã chọc thủng phòng tuyến của quân Mỹ, nhưng đa số chúng cùng các toán quân Đức đều bị tiêu diệt bởi pháo binh và không quân yểm trợ. Trong ngày tiếp theo, người Đức tiếp tục phát động một cuộc phản công nhỏ, sử dụng Sư đoàn 3 Panzergrenadier, nhưng sau khi chịu tổn thất nặng nề, họ bị buộc phải ngừng tấn công 
Sư đoàn 30, cùng các đơn vị của Sư đoàn 29 và Sư đoàn thiết giáp số 2, tiếp tục tiến quân về phía Nam trong ngày 13 đến ngày 16 tháng 10. Ở khu vực làng Wurselen, mặc dù có sự yểm hộ của không quân, họ vẫn thất bại trong việc chọc thủng phòng tuyến của quân Đức để hội quân với quân Đồng minh ở phía Nam. Người Đức tận dụng lợi thế từ thực tế tiền tuyến nhỏ hẹp để đáp trả lại các cuộc tấn công bằng pháo kích, và những bước tiến của quân Mỹ là khá chậm chạp khi các xe tăng Đức ẩn nấp trong những ngôi nhà để gây yếu tố bất ngờ cho bộ binh Mỹ. Tướng Hobbs, chỉ huy Sư đoàn 30, khi ấy đã quyết định thử thọc sườn tuyến phòng ngự của quân Đức bằng việc tấn công một vài khu vực với hai Tiểu đoàn bộ binh. Cuộc tấn công đã thành công, việc này cho phép Sư đoàn 30 và Sư đoàn 1 hội quân với nhau vào ngày 16. Những cuộc chiến đấu cho đến lúc này đã khiến Quân đoàn XIX của Mỹ mất 400 lính và bị thương khoảng 2,000, với 72% số thương vong tới từ Sư đoàn 30. Người Đức cũng chẳng khá hơn là mấy, cho đến ngày 14 tháng 10, họ đã có khoảng 630 binh sĩ tử trận và con số thương binh là 4,400, khoảng 600 lính mất tích trong cuộc phản công của Sư đoàn 3 Panzergrenadier nhắm vào Sư đoàn 1 Mỹ vào ngày 16 tháng 10.

### Cuộc chiến trong thành phố: 13-21 tháng 10
Bởi vì đã tiêu tốn quá nhiều nhân lực trong việc chống lại các cuộc phản công của quân Đức và chiếm các khu vực xung quanh Aachen, Sư đoàn 1 chỉ có thể giao nhiệm vụ chiếm thành phố cho một Trung đoàn duy nhất. Nhiệm vụ này rơi vào tay Trung đoàn bộ binh 26, dưới sự chỉ huy của Đại tá John F. R. Seitz, người cũng đang chỉ có hai trên tổng số ba tiểu đoàn dưới quyền trong tay. Được trang bị súng máy và súng phun lửa, Tiểu đoàn 2 và 3 ban đầu chỉ được hỗ trợ bởi một vài xe tăng và một khẩu pháo howitzer 155 mm (6,1 in). Thành phố được bảo vệ bởi khoảng 5,000 lính Đức, trong đó bao gồm các lính hải quân, không quân và nhân viên cảnh sát thành phố được bổ sung vào biên chế. Phần lớn các binh sĩ này thiếu kinh nghiệm và không được đào tạo bài bản, và cũng chỉ được hỗ trợ bởi một số lượng nhỏ xe tăng và súng máy. Tuy nhiên, quân phòng thủ ở Aachen đã tận dụng những địa hình đường phố được miêu tả như mê cung của thành phố để cố thủ và bù cho những thiếu thốn của họ.
Cuộc tấn công đầu tiên của Trung đoàn 26 vào ngày 13 tháng 10 đã cho thấy được cái nhìn quan trọng về tổng thể địa hình trận đánh, bộ binh Mỹ đã bị phục kích bởi quân phòng thủ của Đức từ những ống cống hay những căn hầm trong thành phố, việc này buộc quân Mỹ phải giải quyết sạch sẽ từng ngóc ngách một trước khi di chuyển đến vị trí tiếp theo, những chiếc Sherman cũng không thể tiêu diệt được hoàn toàn hỏa lực của quân Đức. Thường dân trong thành phố buộc phải di chuyển đến nơi khác theo bước tiến của Trung đoàn 26, không có người Đức nào được cho phép ở lại các khu vực mà quân Mỹ đang quản lý. Thành công ở Aachen được tính bằng số căn nhà chiếm được, khi mà cuộc tiến công diễn ra rất chậm chạp, và để thích nghi với những bức tường dày của những tòa nhà cổ trong thành phố, Trung đoàn 26 đã phải sử dụng khẩu pháo howitzer để bắn phá các vị trí công sự của Đức. Nhờ khẩu pháo howitzer, những đường đi đã được mở ra, chúng cho phép bộ binh có thể tiến công từ nhà này sang nhà khác thay vì phải trở ra mặt đường mỗi khi giải quyết xong một vị trí, việc mà có thể khiến họ thành mục tiêu của hỏa lực địch. Những chiếc Sherman cũng gặp phục kích, khi họ tới các nút giao và bị bắn bởi những khẩu pháo tự hành đã được ngụy trang của quân Đức. Từ sau đó, các xe tăng và phương tiện của Mỹ cũng đã phải di chuyển chậm rãi và cẩn trọng hơn, họ cũng sẽ khai hỏa vào một số ngôi nhà để tiêu diệt các đơn vị của địch (nếu có) và dọn đường cho bộ binh. Không thể lên mặt đất vì sự tấn công của không quân, bộ binh Đức chọn cách tấn công quân Mỹ từ phía sau đội hình của họ, lợi dụng những hệ thống cống rãnh. Quân Đức chống trả rất quyết liệt, họ cũng phát động những cuộc phản công nhỏ và sử dụng các phương tiện thiết giáp để chặn bước tiến của quân Mỹ.
Vào ngày 18 tháng 10, Tiểu đoàn 3 của Trung đoàn 26 chuẩn bị một cuộc đột kích vào khách sạn Hotel Quellenhof, đó là một trong những nơi cuối cùng mà quân Đức còn cố thủ trong thành phố. Xe tăng và binh lính đã bắt đầu khai hỏa vào khách sạn, lúc ấy là đầu não của quân Đức trong thành phố. Ngay trong đêm, 300 binh sĩ của Tiểu đoàn 1 SS đã có thể đến tiếp viện cho lực lượng phòng thủ ở khách sạn và đã đánh bại được một số cuộc tấn công của quân Mỹ vào tòa nhà này. Một cuộc phản công của quân Đức cũng đã có thể tiêu diệt một số vị trí của quân Mỹ ở bên ngoài khách sạn, và họ đã có thể giải tỏa áp lực cho khách sạn này một cách tạm thời, trước khi bị đánh bại bởi những màn pháo kích của quân Mỹ.
Hai sự kiện sau đó là hỗ trợ cho cuộc tiến công cuối cùng. Trước tiên, để giảm bớt thương vong trên tiền tuyến, quân Mỹ đã quyết định đánh phá các trọng điểm còn lại của quân Đức bằng pháo tự hành M12 155mm. Thứ hai, để hỗ trợ Sư đoàn 1, một Tiểu đoàn thuộc Trung đoàn bộ binh 110, Sư đoàn bộ binh 28 Mỹ đã được chuyển lên từ Quân đoàn V vào ngày 18 tháng 10 để hỗ trợ cho Trung đoàn 26 đang chiến đấu trong thành phố. Ban đầu, Tiểu đoàn này được giao nhiệm vụ bọc lót cho Trung đoàn 26 nhưng đến ngày 19-20 tháng 10 thì họ nhận được lệnh tham gia chiến đấu trực tiếp, thay thế cho Tiểu đoàn 3 đang bị mất tích. Ngày 21 tháng 10, các binh sĩ của Trung đoàn 26, được hỗ trợ bởi Tiểu đoàn thuộc Trung đoàn 110 đã cuối cùng chiếm được khu trung tâm thành phố Aachen. Trong cùng ngày hôm đó, toán lính cuối cùng của quân Đức trong khách sạn Hotel Quellenhof cũng đã ra đầu hàng quân Mỹ, khép lại cuộc chiến khốc liệt ở thành phố Aachen.

## Kết quả

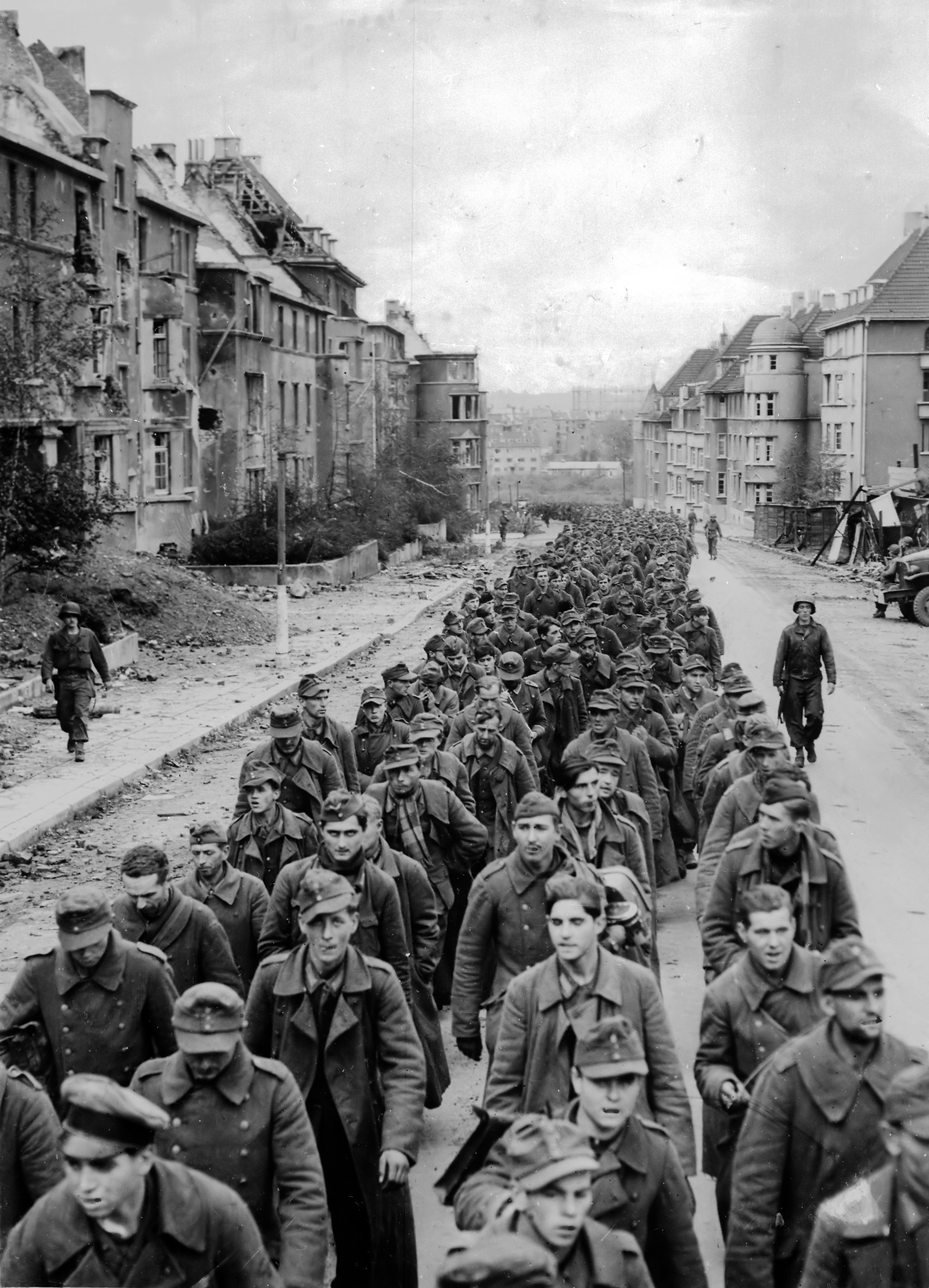
Tù binh Đức ở Aachen

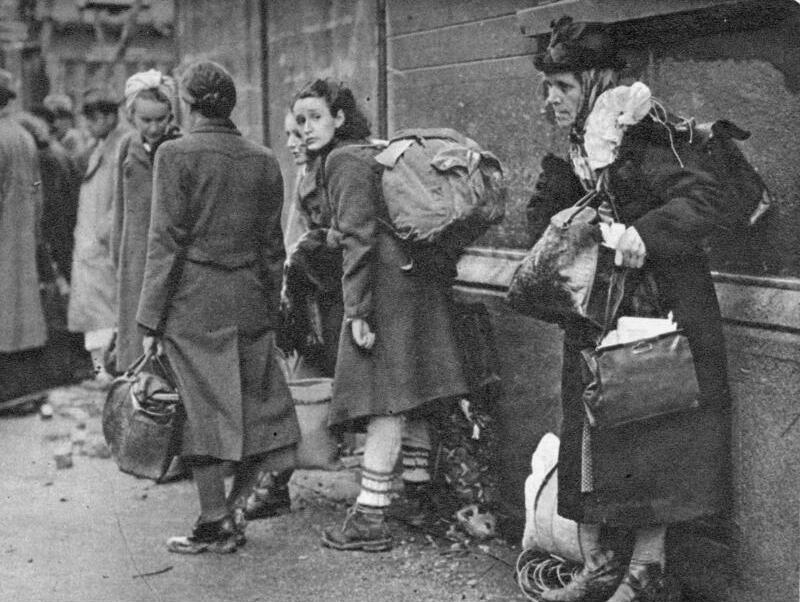
Thường dân rời khỏi thành phố

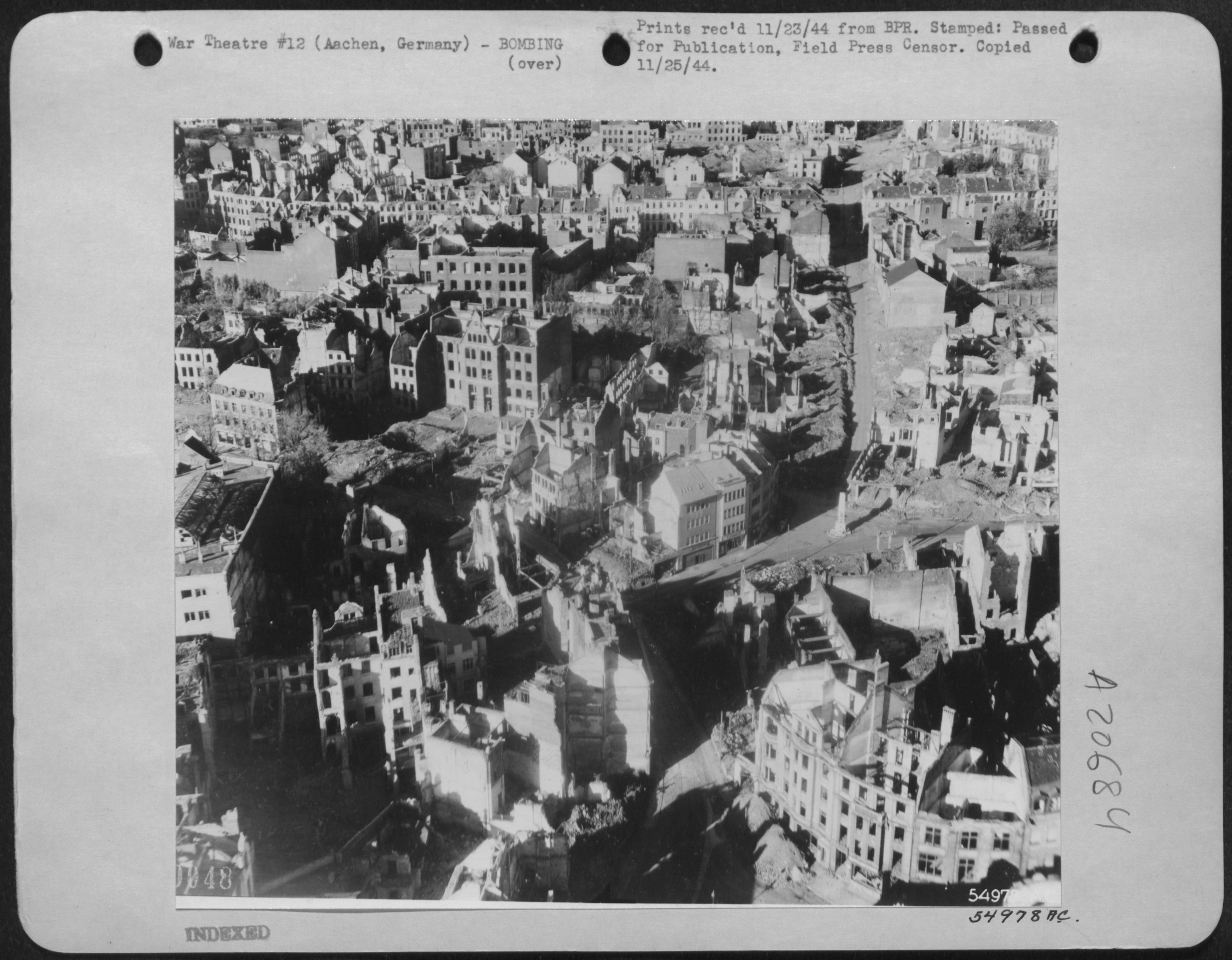
Tổng quan Aachen sau trận đánh

Trận Aachen đã gây tổn thất tương đối cho cả hai phía của trận đánh, phía Mỹ có trên 7,000 thương vong, trong khi đó Đức có trên 5,000 thương vong và 5,600 lính bị bắt làm tù binh. Kể từ ngày 2 tháng 10 năm 1944, Sư đoàn bộ binh 30 đã mất khoảng 3,000 lính cả tử trận và bị thương, trong khi đó Sư đoàn bộ binh số 1 có ít nhất 1,350 thương vong (150 tử trận và 1,200 bị thương). Quân Đức cũng có thêm 5,100 thương vong trong trận đánh ở trung tâm Aachen, trong số đó có 3,473 binh sĩ bị bắt. Trong tiến trình của trận đánh, Wehrmacht mất hoàn toàn hai Sư đoàn và tám Sư đoàn khác bị thiệt hại nặng, trong đó bao gồm ba Sư đoàn bộ binh mới và một Sư đoàn thiết giáp. Điều này phần lớn là bởi cách họ chiến đấu, một con số khoảng 20 Tiểu đoàn đã được sử dụng trong các trận phản công khác nhau vào chỉ duy nhất Sư đoàn 30 của Mỹ, trung bình mỗi cuộc tấn công sẽ có sự tham gia của hai Trung đoàn. Trong cuộc đụng độ này, người Đức cũng dần có sự tôn trọng hơn cho khả năng tác chiến của người Mỹ, họ nhìn nhận ra được khả năng khai hỏa liên hoàn với vô số các loạt đạn pháo và sự hỗ trợ của các đơn vị thiết giáp của người Mỹ. Cả hai Sư đoàn 30 và Sư đoàn 1 đều nhận được tuyên dương đơn vị từ tổng thống cho những hành động của họ ở Aachen.
Tuy nhiên, sự phản kháng của quân Đức ở Aachen đã làm chậm được phần nào kế hoạch tiếp tục tiến quân về phía Đông của quân Đồng minh. Sau khi chiến sự ở Aachen khép lại, quân Đồng minh tiếp tục tiến công để chiếm đóng một số con đập ở phía sau rừng Hürtgen, những con đập này có thể được người Đức sử dụng hòng làm ngập những thung lũng dẫn đường tới Berlin. Việc này đã dẫn đến trận rừng Hürtgen, một trận đánh khó khăn và ác liệt hơn nhiều so với trận Aachen.
Franz Oppenhoff được bổ nhiệm làm thị trưởng Aachen bởi quân Đồng minh vào ngày 31 tháng 10, nhưng sau khi thân phận của ông bị bại lộ, ông đã bị ám sát theo lệnh của Heinrich Himmler trong Unternehmen Karneval (chiến dịch Carnival) vào ngày 25 tháng 3 năm 1945.